# Straßenbahn Murcia
Die Straßenbahn Murcia besteht seit 2011 aus einer grob U-förmig verlaufenden Normalspurstrecke nördlich des Stadtzentrums. Eine Erweiterung ist seit 2009 in Planung. Von 1896 bis 1929 gab es einen meterspurigen Vorläuferbetrieb, der aus drei Überlandlinien bestand.

## Geschichte bis 1929
Bereits ab 1878 gab es Pläne (und erteilte Konzessionen) für von der spanischen Stadt Murcia ausgehende Straßenbahnen nach Orihuela, Lorca, Espinardo und Alcantarilla. Aber erst die am 8. August 1895 erteilte Konzession für eine meterspurige Straßenbahn von Murcia nach Espinardo und Alcantarilla wurde von der dafür gegründeten Sociedad Anónima de los Tranvías de Murcia begonnen. Dabei sollten der innerstädtischen Abschnitt und der nach Espinardo (3,4 bzw. 2,7 km) als Pferde-, der nach Alcantarilla (8,2 km) als Dampfstraßenbahn gebaut werden. Der letztgenannte Abschnitts wurde als erster, noch als Pferdebahn, am 2. September 1896 von der Compagnie des Tramways de Grenade et de Murcie eingeweiht. Zur Verfügung standen insgesamt 39 Pferde sowie acht von Lladró y Cuñat aus Valencia gelieferte Wagen. Ab Murcia verkehrte zwischen 5 und 20 Uhr alle 22 Minuten ein Wagen, in der Gegenrichtung zwischen 6 und 21 Uhr. Im März 1902 erfolgte die Umstellung auf Dampftraktion, wofür bis zu zehn Triebwagen der Firma Purrey beschafft wurden. Die Strecke nach Espinardo wurde am 15. März 1902 in Betrieb genommen. Da sich die Dampftriebwagen überhaupt nicht bewährten, erfolgte im August 1902 die Rückkehr zur Pferdebahn. Am 2. Juni 1905 übernahm eine mit dem Ziel der Elektrifizierung neu gegründete Gesellschaft (Société Anonyme des Tramways Électriques de Murcie) das bestehende Unternehmen sowie die Rechte für die Verlängerung in Espinardo bis zum Friedhof (1,8 km) sowie vom Bahnhof nach Süden nach El Palmar (4,8 km). Eine dreischiffige Halle für Abstellung und Reparatur sowie die Stromerzeugungsanlage für 550 V Gleichspannung durch Gasmotoren wurde errichtet. Von Carde y Escoriaza, Saragossa, wurden dafür 14 geschlossene und 8 offene Motorwagen beschafft, wobei erstere 12 Sitz- und 22 Stehplätze boten. Vermutlich alle 16 Beiwagen waren ehemalige Pferdebahnwagen. Ab 27. Oktober 1906 wurde die Strecke nach Alcantarilla elektrisch befahren, ab 3. März 1907 die nach Espinardo. Am 5. Juli 1907 wurde die Strecke nach El Palmar – noch ohne die Kreuzung der Gleise der MZA, die erst ab 5. September 1907 möglich war – eingeweiht, wofür je zwei geschlossene und offene Fahrzeuge nachbeschafft wurden. Die Fahrzeit betrug 14 Minuten bei fünf Zwischenhalten. 1909 wurde eine nur 362 m kurze Stichstrecke direkt vor das Empfangsgebäude der MZA in Betrieb genommen, womit die Streckenlänge auf 18,1 km wuchs und Direktverbindungen Bahnhof – Innenstadt möglich wurden. In den 1920er Jahren nahm die Konkurrenz durch Autobuslinien und Kraftfahrzeuge zu, so dass Investitionen aus finanziellen Gründen unterblieben. Nach einem erneuten Unternehmenswechsel am 3. Juni 1926 zur Tranvías y Electricidad, Sociedad Anónima (TESA)  sah sich diese schließlich außer Stande, die von ihr geforderte und gemäß den Konzessionsbedingungen zu leistende Verlegung der Strecken aus dem Straßenplanum heraus auf eigenen Gleiskörper, um die Straßen ausbauen und asphaltieren zu können, zu finanzieren. Nach ergebnislosen Verhandlungen erfolgte am 29. April 1929 die Einstellung des Betriebs, der Großteil der Fahrzeuge kam zur Schwestergesellschaft nach Alicante, vier gingen nach Cartagena und zwei nach Valladolid.

## Entwicklung im 21. Jahrhundert
Der am 18. Oktober 2006 beschlossene Probebetrieb begann nach der Eröffnung am 29. April 2007 am 2. Mai 2007 auf einem 2,2 km kurzen Abschnitt mit vier Haltestellen entlang der Avenida Juan Carlos I. Den Bau verantworteten die Firmen Acciona und Civica. Für den dreissigmonatigen, privat finanzierten Probebetrieb wurden zwei Fahrzeuge vom Typ Citadis 302 von Alstom aus Madrid eingesetzt und ein provisorischer Betriebshof eingerichtet. Die zwischen 7:30 Uhr und 22:30 Uhr angebotenen, kostenlosen Fahrten alle 11 bzw. 18 Minuten wurden von im Schnitt 3.500 Fahrgästen pro Tag genutzt.
Parallel zum Probebetrieb erfolgte die Planung des Gesamtnetzes. Im April 2009 gründeten die Firmen Fomento de Construcciones y Contratas (FCC) und COMSA ein zu gleichen Teilen (nach anderen Quellen FCC 60 %, COMSA 40 %) gehaltenes Gemeinschaftsunternehmen für Bau und Betrieb der Straßenbahn Murcia, das sich bei der Ausschreibung durchsetzte. Im Juli 2009 begannen die Bauarbeiten, die im Oktober 2010 vorerst abgeschlossen wurden. Nach einer Testphase wurde am 28. Mai 2011 die erste Linie eröffnet. Insgesamt wurden 240 Millionen Euro (nach anderer Quelle 264 Millionen Euro) investiert, die Konzession läuft bis in das Jahr 2048. Die Erwartungen in die Fahrgastzahlen konnten allerdings nicht erfüllt werden, statt der für 2015 erwarteten 8,4 Millionen Fahrgäste waren es nur 4,3 Millionen. Als Gründe dafür werden der fehlende Tarifverbund, die nicht erfolgte Absprache zwischen Straßenbahn- und Busbetreibern sowie der ausbleibende Streckenausbau genannt.
Im November 2022 erwarb FCC die bisher bei COMSA liegenden Anteile.

## Liniennetz und Betrieb
Die normalspurige Straßenbahnstrecke führt von der direkt nördlich der Altstadt gelegenen Plaza Circular U-förmig nach Norden bis zum Estadio Nueva Condomina bzw. nach Nordnordwesten bis zum Universitätsbereich, wo die Strecke in einer gegen den Uhrzeigersinn befahrenen, eingleisigen Schleife mit vier Haltestellen verläuft und den Campus Espinardo der Universität Murcia erschließt. Offizielle Endhaltestelle ist Residencia Universitaria. Die Strecke weist 24 jeweils 40 m lange Haltestellen auf und wird von der Linie 1 bedient. Kurz vor dem Beginn der Endschleife zweigt eine eingleisige Strecke mit vier weiteren Haltestellen nach Westen ab, die im Pendelverkehr bedient wird. Diese wird als servicio lanzadero bezeichnet und bindet u. a. die Katholische Universität Murcia an. Die Verlängerung nach Süden bis zum RENFE-Bahnhof Murcia del Carmen und drei weitere, dort startende Strecken (nach Westen, nach Süden und nach Osten) sind seit über einer Dekade in Planung, eine Realisierung ist nicht absehbar.
In der Hauptverkehrszeit fährt auf der Linie 1 alle zehn Minuten eine Bahn, außerhalb davon alle 18 bis 30 Minuten (Lanzadero: alle 20 bzw. 30 Minuten). Der Betrieb startet werktags gegen 6 Uhr und endet gegen 23 Uhr.

## Fahrzeuge
Eingesetzt werden 11 Fahrzeuge des Typs Alstom Citadis 302, die ursprünglich für die Metro Ligero Madrid gebaut, dort aber nicht benötigt wurden und 2007 (Nummern 151, 152) bzw. zur Betriebsaufnahme (Nummern 156 bis 164) nach Murcia kamen.
Der Betriebshof liegt nahe dem nördlichen Streckenende kurz vor der Haltestelle La Ladera.